# رازفان دوكان
رازفان دوكان (بالرومانية: Răzvan Ducan)‏ هو لاعب كرة قدم روماني في مركز حراسة المرمى، ولد في 9 فبراير 2001 في Videle ‏ في رومانيا. لعب مع ستيوا بوخارست.

## وصلات خارجية
- رازفان دوكان على موقع قاعدة بيانات كرة القدم.إي يو (الإنجليزية)
- رازفان دوكان على موقع Soccerway.com (الإنجليزية)